# دولة الجافا الحرة
دولة الجافا الحرة هي دولة خيالية بمسلسل الخيال العلمي ستارغيت إس جي 1، نشأت بعد سقوط إمبراطورية الغواؤلد. يتم حكمها عن طريق مجلس أعلى مكون من القادة السابقين في حركة التمرد التي كونها الجافا في مواجهة الغواؤلد.
فبعد معركة داكارا وهزيمة الغواؤلد والمتضاعفين، اتحد الجافا كما لم يفعلوا من قبل، وقاموا بإنشاء دولتهم على داكارا، ومن هنا بدؤوا يخططون للتوسع بأنحاء مجرة درب التبانة. وأصبحت الدولة إحدى القوى العظمى بالمجرة بسرعة كبيرة مع سيطرتهم على غالبية أسطول قادة النظام.
تعد الدولة أحد أهم حلفاء الأرض بالفضاء الخارجي، وقاموا بالإتحاد معاً في مواجهة العديد من الأخطار مثل الغواؤلد والمتضاعفين والاوراي.